# Dries Devenyns
Dries Devenyns (Lovaina, 22 de juliol de 1983) és un ciclista belga, professional des del 2007 al 2023.
Brillant ciclista amateur, el 2005 aconseguí el campionat nacional en ruta sots 23 i el 2006 el de contrarellotge individual. Aquell mateix any guanyà el que fins al moment és el seu major èxit, la Ruban Granitier Breton.
En la seva primera cursa com a professional, l'Étoile de Bessèges, va patir una caiguda que li provocà una fractura del radi i que el va fer estar aturat uns quants mesos.
En el seu palmarès destaca la victòria a la Volta a Bèlgica de 2016, el Tour de Valònia del mateix any i la Cadel Evans Great Ocean Road Race del 2020.

## Palmarès
- 2005
  -  Campió de Bèlgica sub-23 en ruta
- 2006
  -  Campió de Bèlgica de contrarellotge amateur
  - 1r a la Ruban Granitier Breton i vencedor de 2 etapes
  - Vencedor d'una etapa del Tour dels Pirineus
  - Vencedor d'una etapa dels Dos dies del Gaverstreek
  - Vencedor d'una etapa al Tríptic de les Ardenes
- 2009
  - Vencedor d'una etapa de la Volta a Àustria
- 2016
  - 1r al Gran Premi d'Obertura La Marseillaise
  - 1r a la Volta a Bèlgica i vencedor d'una etapa
  - 1r al Tour de Valònia i vencedor d'una etapa
- 2020
  - 1r a la Cadel Evans Great Ocean Road Race

### Resultats al Giro d'Itàlia
- 2008. 117è de la classificació general
- 2009. 95è de la classificació general
- 2017. 89è de la classificació general

### Resultats al Tour de França
- 2010. 144è de la classificació general
- 2011. 46è de la classificació general
- 2012. 68è de la classificació general
- 2014. Abandona (14a etapa)
- 2019. 97è de la classificació general
- 2020. 90è de la classificació general
- 2021. 135è de la classificació general
- 2023. 119è de la classificació general

### Resultats a la Volta a Espanya
- 2016. 101è de la classificació general
- 2018. 94è de la classificació general
- 2022. 100è de la classificació general